# Cautomus mirabilis
Cautomus mirabilis is een keversoort uit de familie dwerghoutkevers (Cerylonidae). De wetenschappelijke naam van de soort werd in 1932 gepubliceerd door Charles Oke.